# Durvalumab
Il durvalumab, il cui nome commerciale è Imfinzi, è un anticorpo monoclonale il cui target è la proteina 1 della morte cellulare programmata (PD-L1); quest'ultima è una proteina transmembrana che esercita un effetto inibitore sul sistema immunitario in caso di particolari condizioni patologiche o fisiologiche, come la gravidanza. Il durvalumab, dunque, potenzia la risposta citotossica nei riguardi delle cellule dannose, in particolare quelle neoplastiche, agendo da inibitore del checkpoint immunitario. Viene prodotto da AstraZeneca.
Nel 2017 la Food and Drug Administration ha approvato l'uso del durvalumab nel trattamento del carcinoma della vescica refrattario alle terapie convenzionali, non completamente asportabile mediante intervento chirurgico ed eventualmente incorso nella metastatizzazione a distanza. Nel settembre 2018 l'EMA ne ha approvato l'utilizzo nell'Unione europea.
Un altro uso approvato del durvalumab riguarda i colangiocarcinomi, ossia i tumori del sistema biliare. Anche i carcinomi del polmone a cellule non piccole (escludendo dunque i microcitomi) vengono talvolta curati con l'associazione tra durvalumab e tremelimumab, un anticorpo monoclonale anch'esso in grado di potenziare il sistema immunitario nel combattere la proliferazione delle cellule neoplastiche. Sempre nell'ambito dei tumori maligni polmonari, è stata studiata la combinazione tra durvalumab e gefitinib; i risultati della fase I di queste sperimentazioni cliniche sono incoraggianti.